# Oekaki

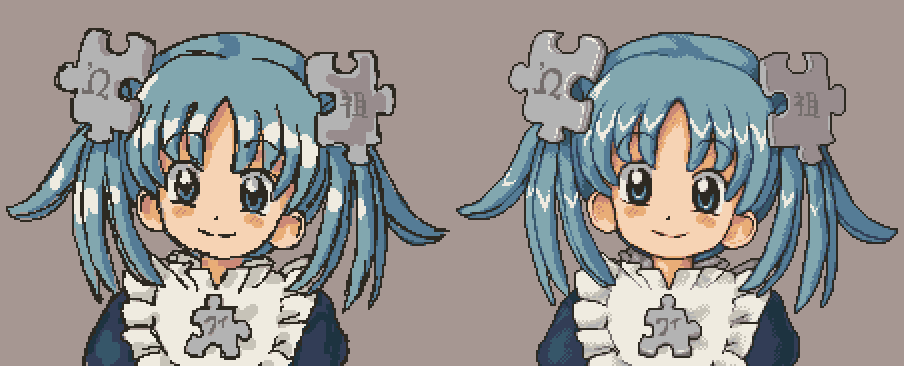
Comparació entre Oekaki (esquerra) i Pixel art (dreta).

Un Oekaki (お絵描き, literalment "imatge dibuixada" en japonès) és un estil d'art digital basat en gargots i traços molt marcats. Tot i utilitzar una paleta de colors limitada i una resolució baixa com el Pixel art, es diferencia d'aquest pel fet d'utilitzar línies de contorn sense polir i traços llargs més propis d'un estil pictòric. A més, el Pixel art se centra molt més en els píxels de manera individual i en les tècniques per subvertir les limitacions del format.
A internet, el terme Oekaki se sol emprar més concretament per referir-se a un Bulletin Board System que permet als artistes dibuixar en línia amb un editor d'imatges, que generalment és un applet creat amb Java o ActiveX, i compartir-ne directament el resultat. Alguns exemples d'aplicacions populars per fer aquest tipus d'il·lustracions són OekakiBBS, PaintBBS, OekakiPoteto i Shi-Painter.